# Иду на грозу (фильм)
«Иду́ на грозу́» — советский двухсерийный чёрно-белый полнометражный художественный фильм, поставленный в 1965 году на киностудии «Ленфильм» режиссёром Сергеем Микаэляном по одноимённому роману Даниила Гранина.
Премьера фильма в СССР состоялась 15 ноября 1965 года, выпуск фильма на всесоюзный экран — 21 марта 1966 года.

## Сюжет
Два подающих надежды молодых физика Сергей Крылов (Александр Белявский) и Олег Тулин (Василий Лановой) со студенческой скамьи серьёзно изучают такое явление природы, как гроза. Друзья мечтают научиться управлять погодой. Но постепенно их пути в науке расходятся: Олег готов пойти на компромисс, поступиться принципами ради успеха, а Сергей считает, что истина дороже.
Генерал, к которому обращается Тулин, вначале наотрез отказывается разрешать опасные эксперименты, но потом, под его давлением, всё-таки разрешает их, под свою ответственность.
Во время проведения измерений на самолёте в сердце грозы, в падающем самолёте гибнет (в то время как все уже покинули самолёт с парашютами) молодой аспирант Ричард, пытающийся до последнего спасти плёнки с ценнейшими результатами замеров.

## Роли исполняют
- Александр Белявский — Сергей Крылов, физик, исследователь
- Василий Лановой — Олег Тулин, физик, руководитель рабочей группы
- Ростислав Плятт — профессор Евгений Данкевич («Дан»), физик, директор НИИ
- Михаил Астангов — Аркадий Борисович Голицын, член-корреспондент АН СССР
- Жанна Прохоренко — Лена Бельская, подруга Крылова
- Виктория Лепко — Женя
- Анатолий Папанов — Аникеев, руководитель лаборатории
- Евгений Лебедев — Яков Иванович Агатов, член рабочей группы Тулина
- Лев Прыгунов — Ричард Гольдин, аспирант-физик
- Леонид Дьячков — Полтавский, математик
- Иосиф Конопацкий — Савушкин, физик
- Фёдор Корчагин — Лагунов, директор НИИ
- Сергей Плотников — Южин, генерал-лейтенант

## Съёмочная группа
- Авторы сценария — Даниил Гранин, Сергей Микаэлян
- Режиссёр-постановщик — Сергей Микаэлян
- Режиссер — Иосиф Гиндин
- Главный оператор — Олег Куховаренко
- Звукооператор — Арнольд Шаргородский

## Ремейк
В 1987 году был снят ремейк фильма — 4-серийный телефильм «Поражение». Из актёрского состава фильма «Иду на грозу» в нём сыграли Василий Лановой, Александр Белявский, Лев Прыгунов.